# Gundelswind
Gundelswind ist ein Weiler von Bachfeld, einem Ortsteil von Schalkau im Landkreis Sonneberg in Thüringen.

## Lage
Der Weiler Gundelswind liegt nördlich von Bachfeld in einem Seitental der Itz, an der Kreisstraße 24. Westlich und östlich sind die Hänge an den Anhöhen bewaldet. Im Osten erhebt sich der Weinberg mit einer Höhe von 510 m. Weiter nördlich beginnt die Abdachung des Thüringer Schiefergebirges. Südlich befindet sich Schalkau. Dort besteht Anschluss zur Landesstraße 1112.

## Geschichte
1358/1362 wurde der Weiler erstmals urkundlich (in den Regesten Schaumberg II 127) genannt.
Zum 31. Dezember 2019 wurde die Gemeinde Bachfeld nach Schalkau eingemeindet.